# 노이바이 국제공항
노이바이 국제공항(베트남어: Sân bay quốc tế Nội Bài, 영어: Noi Bai International Airport, IATA: HAN, ICAO: VVNB)은 베트남의 수도 하노이에 있는 국제공항이다. 시내 중심부로부터 약 45킬로미터 떨어져 있으며 택시로 약 30분 ~ 45분이 걸린다.

## 역사
공항은 푹옌 공군 기지 바로 남쪽에 즉각 개발되었으며 1978년 1월 2일에 개항되었다. 터미널 1빌딩은 완공되었고, 2001년에 운영되었다.
2005년에 타이거 항공의 첫 번째 저가 항공사 운영하는 호치민 시와 싱가포르 사이의 직항로가 베트남에서 운영되는 최초의 저가 항공사가 되었다. 그들이 하노이와 방콕과 쿠알라룸푸르 사이에 직항로를 시작했다. 그것은 나중에 저가 항공사에 의해 에어 아시아와 결합되었다.
두 번째 활주로(B1–F1)는 2006년에 개장했으며, 그 이듬해에 공항에서 에어버스 A380서비스가 운항되지 않았지만, 공항은 처음으로 에어버스 A380을 개최했다. 2013년에 보잉 747-400, 보잉 747이 처음 등장했다. 2014년에 공항은 모든 일본 항공기가 상용 항공기를 이용하여 상용 항공기를 이용하기 시작했을 때 최초로 상용 항공기의 최신 상용 서비스를 받았다. 같은 해 11월부터 11월 사이에, 공항 버스는 에어버스 A320을 세계 투어 여행에 의해 운영되는 에어버스 A320 XWB번으로 처음 방문했다. 2015년에는, 베트남 항공사는 에어버스 A350-900 XWB를 상업용 국내선으로 운항하기 시작했다.
이 공항은 현재 국적 항공사인 베트남 항공과 저가 항공사인 뱀부 에어웨이스, 제트스타 퍼시픽 항공, 비엣젯 항공의 주요 거점이다.
그 공항은 베트남 항공사가 그 해에 네트워크에 가입한 이래로 스카이팀 허브는 2010년 이후 최고의 중심지였다.

## 구성
면적 6.5km2의 노이바이 국제공항은 탄손나트 국제공항에 이어 베트남에서 두 번째로 큰 공항이다. 2001년 완공된 제1터미널은 2013년 말 완공된 국내선 터미널 연장(부정 로비 E)으로 국제선 주요 구간이 하나 있었다. 이 연장선과 함께 터미널 1은 연간 900만 명의 승객을 처리할 수 있다. 2015년 1월 제2터미널 출범에 이어 제1터미널은 국내선 전용이다. 이 터미널은 현재 2018년 3월 완공되면 연간 1500만 명의 승객을 처리하도록 업그레이드되고 있다.
연 1000만 명의 승객을 수용할 수 있는 기존 터미널 옆에 새 터미널(터미널 2)의 건설은 2012년 3월부터 시작되었다. 일본 국제협력단 ODA 융자 자금으로 조성된 996m 길이의 새 터미널 건물은 일본 공항 컨설턴트들이 설계하고 타이세이 공사에 의해 건설되었다. 이 사업에 대한 총 투자액은 755억 파운드(약 6억4535만 달러)로 집계됐다. 일본의 공적개발원조는 투자금 590억 원(5억427만 달러)을 차지했고, 나머지 금액은 현지 자금으로 충당했다. 새 국제선 터미널은 2015년 1월 4일, 녓떤 대교를 통해 공항과 하노이 시내를 연결하는 새로운 고속도로와 함께 개통되었다.
공항에는 2006년 8월에 개항한 3,800m 포장 활주로(CAT II - 11R/29L)와 3,200m 이상의 포장 활주로(CAT I - 11L/29R)가 있다. 구형 활주로는 2014년 8월부터 12월까지 4개월간 개량을 위해 폐쇄됐다. 두 활주로 사이의 거리는 250m에 불과해 현재 국제민간항공기구 안전규정에 따라 최대 탑승객을 제한하고 있다.

### 시상식
새로운 국제선 터미널의 출범에 따라 노이바이 국제공항은 스카이트랙스로부터 세계에서 가장 개선된 공항상을 받았다.

### 트랜싯
일반적으로 공항을 경유하는 국제선 환승은 보안지역을 벗어날 필요가 없는 한 비자 없이 할 수 있다. 비엣제트와 같은 일부 저가 항공사를 포함하여 보안 구역 내에서 보드 패스를 픽업할 수 있는 기능이 있다.

## 운항 노선

### 국제선
| 항공사               | 도착지 |
| -------------------- | --- |
| 베트남 항공          | 가오슝, 광저우, 나고야(주부), 델리, 도쿄(나리타), 도쿄(하네다), 런던(히드로), 루앙프라방, 마닐라, 마카오, 멜버른, 모스크바(셰레메티예보), 뭄바이, 뮌헨, 밀라노(말펜사), 방콕(수완나품), 베이징(다싱), 베이징(수도), 부산, 비엔티안, 상하이(푸둥), 서울(인천), 선전, 시드니, 시엠립, 싱가포르, 양곤, 오사카(간사이), 청두(톈푸), 쿠알라룸푸르, 타이페이(타오위안), 파리(샤를 드 골), 프놈펜, 프랑크푸르트, 하이커우, 홍콩, 후쿠오카 |
| 비엣젯 항공          | 가오슝, 나고야(주부), 덴파사르, 델리, 도쿄(나리타), 멜버른, 뭄바이, 방콕(수완나품), 부산, 서울(인천), 시드니, 시엠립, 싱가포르, 아메다바드, 양곤, 오사카(간사이), 자카르타(수카르노 하타), 장자제, 쿠알라룸푸르, 타이중, 타이페이(타오위안), 푸켓, 홍콩, 후쿠오카, 히로시마 |
| 비엣트래블 항공      | 방콕(수완나품) |
| 대한항공             | 서울(인천) |
| 아시아나항공         | 서울(인천) |
| 에어로케이           | 서울(인천) |
| 에어서울             | 서울(인천) |
| 에어부산             | 부산 |
| 제주항공             | 서울(인천) |
| 진에어               | 서울(인천) |
| 티웨이항공           | 서울(인천), 부산 |
| 중국국제항공         | 베이징(수도), 상하이(푸둥) |
| 중국남방항공         | 광저우, 선전, 창사 |
| 중국동방항공         | 베이징(다싱), 상하이(푸둥), 시안, 쿤밍 |
| 샤먼 항공            | 샤먼 |
| 서부항공             | 충칭 |
| 선전 항공            | 광저우, 선전 |
| 쓰촨 항공            | 청두(톈푸) |
| 준야오 항공          | 상하이(푸둥) |
| 충칭 항공            | 충칭 |
| 컬러풀 구이저우 항공 | 충칭 |
| GX 항공              | 하이커우 |
| 에어 마카오          | 마카오 |
| 캐세이퍼시픽 항공    | 홍콩 |
| 홍콩 익스프레스 항공 | 홍콩 |
| 일본항공             | 도쿄(나리타) |
| 전일본공수           | 도쿄(나리타) |
| 중화항공             | 타이페이(타오위안) |
| 스타룩스 항공        | 타이페이(타오위안) |
| 에바 항공            | 타이페이(타오위안) |
| 에어로 몽골리아      | 울란바타르 |
| 라오 항공            | 비엔티안, 루앙프라방 |
| 말레이시아 항공      | 쿠알라룸푸르 |
| 에어아시아           | 쿠알라룸푸르 |
| 바틱 에어 말레이시아 | 쿠알라룸푸르 |
| 미얀마 국제항공      | 양곤 |
| 싱가포르 항공        | 싱가포르 |
| 스쿠트               | 싱가포르 |
| 에어아시아 캄보디아  | 프놈펜 |
| 캄보디아 앙코르 에어 | 프놈펜, 시엠립 |
| 타이 항공            | 방콕(수완나품) |
| 타이 라이온 에어     | 방콕(돈므앙) |
| 타이 에어 아시아     | 방콕(돈므앙), 치앙마이 |
| 필리핀 항공          | 마닐라 |
| 세부퍼시픽           | 마닐라 |
| 인디고 항공          | 콜카타 |
| 에미레이트 항공      | 두바이 |
| 에티하드 항공        | 아부다비 - (2025년 11월 3일 신규취항) |
| 카타르 항공          | 도하 |
| 터키항공             | 이스탄불(아르나부코이) |
| 이르아에로           | 이르쿠츠크 |

### 국내선
| 항공사          | 도착지 |
| --------------- | --- |
| 베트남 항공     | 껀터, 꾸이년, 냐트랑, 다낭, 달랏, 동호이, 뚜이호아, 디엔비엔푸, 부온마투옷, 빈, 쁠레이꾸, 츄라이, 푸꾸옥, 호치민, 후에 |
| 뱀부 에어웨이스 | 꾸이년, 냐트랑, 다낭, 달랏, 호치민, 후에                                                                               |
| 비엣젯 항공     | 껀터, 꾸이년, 냐트랑, 달랏, 다낭, 동호이, 뚜이호아, 디엔비엔푸, 부온마투옷, 쁠레이꾸, 츄라이, 푸꾸옥, 호치민, 후에     |
| 비엣트래블 항공 | 다낭, 호치민 |

### 화물 노선
| 항공사                | 도착지                                                     |
| --------------------- | ---------------------------------------------------------- |
| 대한항공 카고         | 서울(인천), 나보이, 다카, 델리, 빈, 페낭                   |
| 에어제타              | 서울(인천), 싱가포르, 충칭                                 |
| 제주항공 카고         | 서울(인천)                                                 |
| 중국남방항공 카고     | 광저우, 호치민                                             |
| SF 항공               | 우한, 항저우                                               |
| 캐세이퍼시픽 카고     | 홍콩, 다카, 싱가포르, 페낭, 호치민                         |
| 홍콩 항공 카고        | 홍콩                                                       |
| 중화항공 카고         | 타이페이(타오위안), 싱가포르                               |
| 에바 항공 카고        | 타이페이(타오위안)                                         |
| MAS카고               | 쿠알라룸푸르                                               |
| 카디그 에어           | 자카르타(수카르노 하타), 선전                              |
| 에미레이트 스카이카고 | 두바이(알막툼), 오클랜드                                   |
| 에티하드 항공 카고    | 아부다비, 치타공                                           |
| 카타르 항공 카고      | 도하                                                       |
| DHL 에어 UK           | 라이프치히, 마나마, 선전, 이스트 미들랜드                  |
| 카고룩스              | 룩셈부르크 시티, 쿠웨이트 시티, 홍콩                       |
| 루프트한자 카고       | 뭄바이, 프랑크푸르트                                       |
| 에어브리지카고        | 델리, 두바이(알막툼), 홍콩                                 |
| 아에로트랜스카고      | 모스트바(세레메티예보), 앵커리지, 타이페이(타오위안), 홍콩 |
| 아틀라스 항공         | 델리, 서울(인천), 싱가포르, 타이페이(타오위안), 홍콩       |
| 페덱스 익스프레스     | 광저우, 호치민                                             |
| UPS 항공              | 루이빌, 싱가포르, 앵커리지, 홍콩                           |

## 통계
| 순위 | 목적지                               | 빈도 (주간)             |
| ---- | ------------------------------------ | ----------------------- |
| 1    | 방콕                                 | 38                      |
| 2    | 싱가포르                             | 29                      |
| 3    | 시엠립                               | 28                      |
| 4    | 서울                                 | 25                      |
| 5    | 쿠알라룸푸르                         | 24                      |
| 6    | 타이페이                             | 23                      |
| 7    | 홍콩                                 | 22                      |
| 8    | 광저우                               | 14                      |
| 8    | 부산                                 | 14                      |
| 8    | 도쿄                                 | 14                      |
| 8    | 비엔티안                             | 14 (10월 28일 7편 증편) |
| 12   | 베이징(서우두)                       | 12                      |
| 12   | 루앙프라방                           | 12                      |
| 14   | 자카르타(수카르노 하타)              | 10                      |
| 14   | 상하이(푸둥)                         | 10                      |
| 15   | 가오슝                               | 8                       |
| 16   | 도하                                 | 7                       |
| 16   | 모스크바 (도모데도보 + 셰레메티예보) | 7                       |
| 16   | 오사카                               | 7                       |
| 16   | 파리                                 | 7                       |
| 20   | 양곤                                 | 5 (10월 28일 2편 증편)  |
| 21   | 런던                                 | 2                       |

| 순위 | 목적지           | 빈도 (주간)            |
| ---- | ---------------- | ---------------------- |
| 1    | 호치민           | 270                    |
| 2    | 다낭             | 84                     |
| 3    | 후에 (운항 정지) | 0 (2013년 11월 재개)   |
| 4    | 나쨩             | 21                     |
| 5    | 부온마투옷       | 14                     |
| 5    | 껀터             | 14                     |
| 5    | 달랏             | 14 (12월 7일 7편 증가) |
| 5    | 디엔비엔푸       | 14                     |
| 5    | 쁠래이꾸         | 14                     |
| 5    | 빈               | 14                     |

## 교통
미니버스와 택시 정류장 역시 공항 출구 오른쪽에 있다. 택시와 공항버스를 운영하는 회사는 3개가 있는데 가격과 서비스에서 별반 차이는 없다.
택시
도심과 공항을 연결하는 공항택시가 있다. 공항 택시는 고정된 요금으로서, 승용차는 160,000 VND (10 USD), SUV차는 190,000 VND (12 USD)이다. 이는 통행료도 포함한 금액이다. 하지만 택시에 오르기 전에 요금은 얼마인지, 통행료가 포함된 것인지 확인해두는 것이 좋다. 택시는 4명이 탈 수 있으며, 택시로 시내까지 약 30분~45분이 걸린다.
미니버스
시내 각지를 연결하는 미니버스가 있다. 베트남인은 22,000 VND, 외국인은 32,000 VND (2.0 USD)이며, 따로 출발시간이 정해져 있지 않고, 비행기 도착 시간에 맞춰 공항 청사 밖에서 대기하고 있다가 승객을 태운다. 승객이 만석이 되어야 출발한다. 베트남 항공에서 운영하는 공항 미니 버스의 종점은 시내의 베트남 항공 사무소이고, 여기서부터 구시가지까지는 쎄옴으로 5,000VND 정도면 갈 수 있을만큼 가깝다.
시내버스
하노이 시영 버스 07번(공항-낌마 버스터미널)과 17번(공항-E1.3 Điểm trung chuyển Long Biên<롱비엔 버스 터미널 부근>)이 노이 바이 국제공항과 하노이 시 중심부를 연결한다. 17번 버스의 종점인 롱비엔에서 내려 구시가지까지는 쎄움으로 갈 수 있다. 버스 정류장은 터미널 출구 오른쪽에 바로 위치하고 있다. 버스요금은 1인당 5,000 VND(0.3 USD)이고 약 1시간이 소요된다. 운행 시간은 오전 5시부터 오후 10시까지이다.
- 주의 사항

택시나 SUV 차량을 이용하여 시내로 가는 경우 호객 행위를 조심해야 한다. 대부분의 호객 행위는 바가지 요금을 받기 위한 것이며, 그나마도 운전사 마음대로 받는데 달러가 아닌 동으로만 지불하는 경우도 있다. 요금 흥정이 잘 되지 않으며, 설령 바가지 요금으로 피해를 당하였다 하더라도 현지 경찰을 부르는 것은 아무런 도움이 되지 않는다. 이는 현지 경찰은 현지인 우선 순위로 민원 및 업무를 처리하기 때문이다.

## 같이 보기
- 베트남의 공항 목록

## 참고 자료
- 트래블게릴라, 편집. (2006년 8월 25일). 《태국 베트남 캄보디아 라오스 100배 즐기기》 개정2판. 서울: 랜덤하우스코리아(주). 520~521쪽.